# Raimondo Montecuccoli
Raimondo Montecuccoli (pronúncia italiana: [raiˈmondo monteˈkukkoli]; 21 de fevereiro de 1609 — 16 de outubro de 1680) foi um soldado profissional nascido na Itália, teórico militar e diplomata, que serviu à monarquia de Habsburgo.
Experimentando a Guerra dos Trinta Anos do zero como um simples soldado de infantaria, ele subiu na hierarquia até se tornar um titular de regimento e se tornou um importante comandante de cavalaria nos estágios finais. Servindo aos Habsburgos como conselheiro de guerra e enviado, ele comandou suas tropas na Segunda Guerra do Norte e na Guerra Austro-Turca de 1663-64, onde obteve uma vitória impressionante na Batalha de São Gotardo. Posteriormente, tornou-se presidente do Hofkriegsrat e retornou brevemente como comandante supremo das forças imperiais durante a Guerra Franco-Holandesa.
Montecuccoli era considerado o único comandante capaz de competir com o general francês Turenne (1611–1675) e, como ele, estava intimamente associado ao desenvolvimento pós-1648 de táticas de infantaria linear.

## Primeiros anos
Montecuccoli nasceu em 21 de fevereiro de 1609 no Castelo de Montecuccolo em Pavullo nel Frignano, perto de Módena.

## Início do serviço militar
Aos dezesseis anos, Montecuccoli começou como soldado raso sob o comando de seu tio, o conde Ernesto Montecuccoli (falecido em 1633), um distinto general austríaco. Quatro anos depois, depois de muito serviço ativo na Alemanha e nos Países Baixos, tornou-se capitão de infantaria. Ele foi gravemente ferido na invasão a New Brandenburg e novamente no mesmo ano (1631) na primeira batalha de Breitenfeld, onde caiu nas mãos dos suecos.
Ele foi novamente ferido em Lützen em 1632 e, ao se recuperar, foi nomeado major no regimento de seu tio. Pouco depois tornou-se tenente-coronel da cavalaria. Ele prestou um bom serviço na primeira batalha de Nordlingen (1634) e no ataque a Kaiserslautern no ano seguinte ganhou seu coronel com uma façanha de armas de brilho incomum, uma investida pela brecha à frente de sua cavalaria pesada.
Ele lutou na Pomerânia, Boêmia e Saxônia (surpresa de Wolmirstedt, batalhas de Wittstock e Chemnitz) e em 1639 foi feito prisioneiro em Melnik e detido por dois anos e meio em Estetino e Weimar. No cativeiro, ele estudou ciências militares e também geometria por meio de Euclides, história de Tácito e arquitetura de Vitrúvio, enquanto planejava sua grande obra sobre a guerra.

## Aposentadoria e morte
O resto da vida de Montecuccoli foi gasto na administração militar e no trabalho literário e científico em Viena. Em 1678, ele recebeu o título de príncipe espanhol do rei Carlos II. No entanto, ele não foi nomeado Duque de Amalfi ou Melfi, como costuma ser atribuído a ele. Ele também não obteve o título de Príncipe do Sacro Império Romano-Germânico até sua morte, primeiro seu filho Leopold Philip Montecuccoli foi feito príncipe em 1689.
Montecuccoli morreu em um acidente em Linz em outubro de 1680.